# Hägar Dünor
Hägar Dünor ou Hägar Dünor le Viking (Hägar the Horrible) est un comic strip américain créé par Dik Browne pour le King Features Syndicate, dont la première prépublication date du 4 février 1973 avant d'en publier en album par Tempo Books à partir de 1974. À la retraite du créateur en 1988, son fils Chris Browne poursuit la série en 1989 en compagnie de Gary Hallgren (en).
Initialement, la bande dessinée paraît au rythme d'un gag par jour, toute la semaine, avec une histoire allongée et en couleurs le dimanche.
En France, le nom du personnage principal a été choisi en raison du jeu de mots sur la gare du Nord. Ce calembour n'est pas transcrit dans les autres langues, où son nom, pris au premier degré, peut être traduit par Hägar l'abominable, Hägar l'affreux, Hägar l'atroce, Hägar l'effrayant ou Hägar le terrible.
Le nom du personnage apparaît dans Le Journal de Mickey en août 1973, quatorze années durant.
En 2003, on estimait que les aventures de Hägar Dünor avaient été lues par près de 240 millions de personnes à travers le monde.

## Description

### Synopsis
Hägar Dünor est un viking entouré de son épouse Hildegarde, de sa fille Ingrid, de son fils Homlet, de son ami Eddie, de sa belle-mère (simplement appelée « Belle-Maman »), de son chien Pilaf et de sa cane Kvack. Toute sa famille, y compris ses animaux, possède un casque orné de cornes ou d'ailes.
Il a deux occupations principales qui sont d’attaquer les châteaux en Angleterre et de faire des festins, mais à l’occasion il reçoit aussi la visite du percepteur des impôts. L'humour principal provient de l'interaction de cet aventurier avec des éléments modernes stressants, et de l'aperçu de sa vie de famille.

### Personnages
« Hagar the Terrible » était le surnom de l'auteur Dik Browne, donné par ses enfants. Celui-ci l'adapte alors pour son personnage Hägar the Horrible pour les besoins de l'allitération. Plus tard, après la mort de son père, Chris Browne changera aussitôt le titre en Dik Browne's Hägar the Horrible pour lui rendre hommage. Le nom est prononcé Hay-Gar par ce dernier.

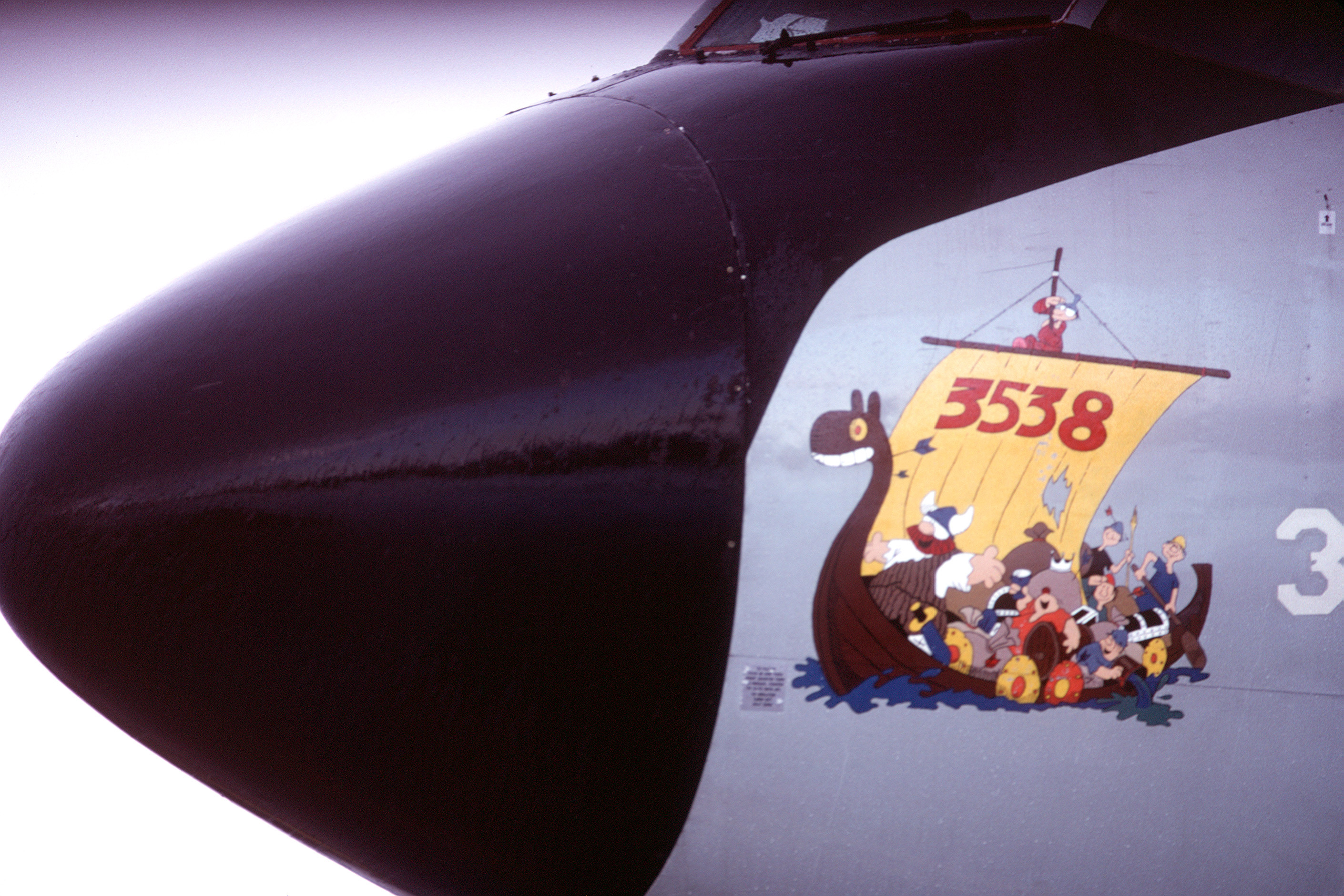
Hägar et sa troupe sur son drakkar, nose art sur un avion KC-135R Stratotanker, à la base aérienne militaire d'Ellsworth, Dakota du sud.

Hägar est un Viking tout dépenaillé, avec des kilos en trop, aux cheveux en broussaille et à la barbe rousse. Il lance régulièrement des attaques en Angleterre et parfois en France. Terence J. Sacks, un scénariste, a noté la juxtaposition de qualités contraires qui font que les lecteurs sont très attachés à ce personnage  : « Le casque à cornes de Hägar, la barbe rugueuse et la tunique débraillée le font ressembler à un homme des cavernes ou un Viking primitif, mais vous savez également que Hägar a une faiblesse, ce qui est souvent exposé ».
Liste des personnages (entre parenthèses, les noms anglais originaux)
- Hägar Dünor (Hägar), barbe rousse et taille imposante, malgré son air bourru et méchant, est plutôt un tendre qui aime se dire « le plus beau, le plus fort et que les autres sont tous des moins que rien ».
- Hildegarde (Helga), son épouse, refuse de se considérer comme souveraine innan stokks hýbýli (« enceinte sacrée du domicile ») et tente de faire participer son homme aux tâches ménagères de sorte qu'il ne soit pas útan stokks (« à l’extérieur »).
- Homlet (Hamlet), son jeune fils, âgé d'environ dix ans. C'est un skilgetinn, enfant légitime de l’épouse, mais il préfère nettement la lecture à son entraînement de futur viking, ce qui déçoit souvent son père.
- Ingrid (Honi), fine silhouette et assez coquette, sa fille adolescente qui ne dédaigne pas prendre l'épée pour combattre de temps en temps.
- Belle-Maman (Stepmother), sa belle-mère.
- Eddie ou Troubadour (Lucky Eddie), son compagnon de toujours, est tout le contraire d'un formidable viking.
- Lars ou Luth (Lute), un poète amoureux d'Ingrid, toujours muni de son luth.
- Dr Zouk (Dr Zook), son médecin.
- Olaf, un prénom récurrent. Dans la version française, il est employé pour différents personnages. En fonction des planches, il est employé pour nommer soit un ennemi, soit un compagnon de Hägar et même parfois pour nommer Lars, le poète amoureux d'Ingrid.
- Pilaf (Snert), son chien.
- Kvack, sa cane.

### Lieu et époque

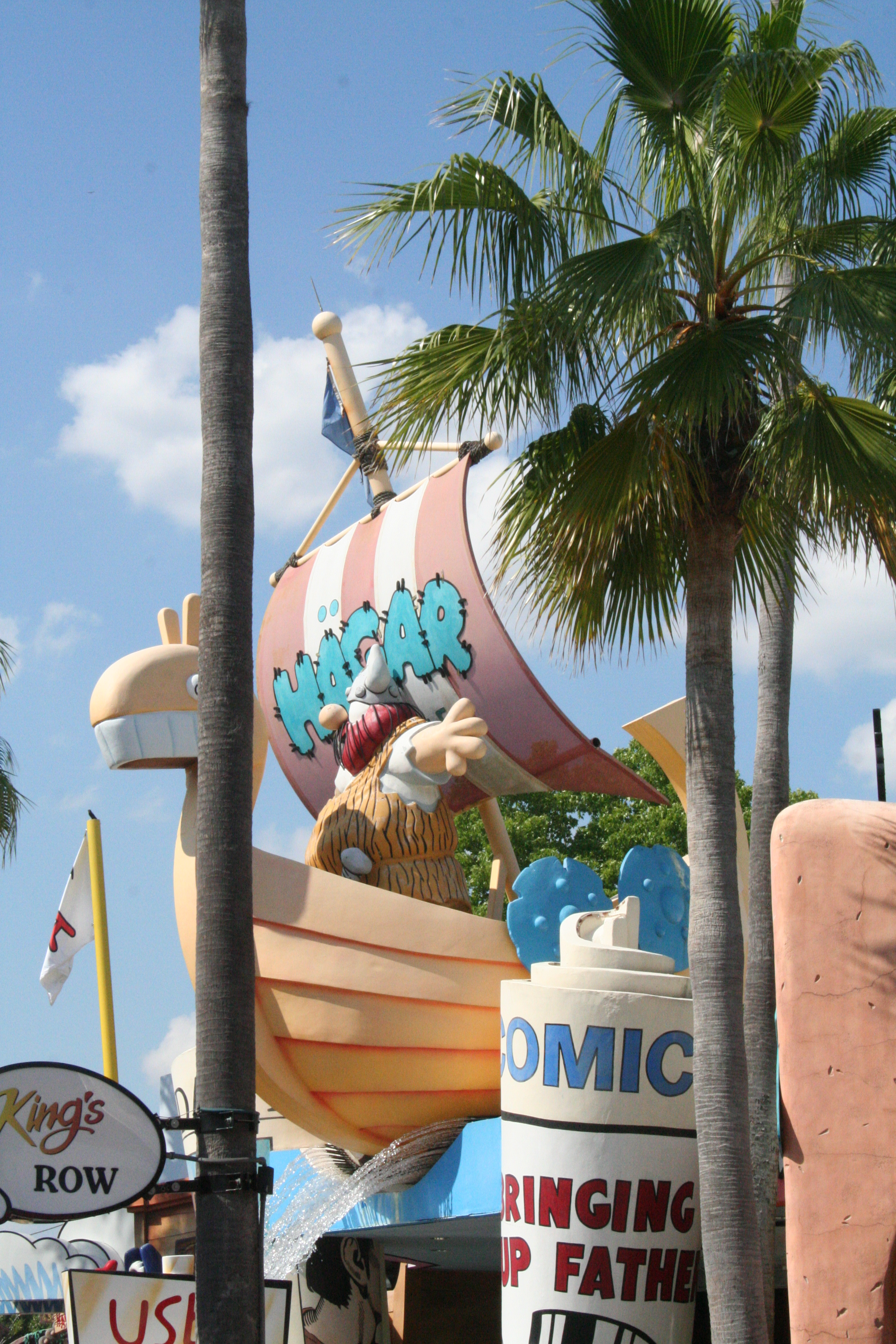
Hägar et son drakkar vus depuis la boutique de souvenirs du parc à thème Islands of Adventure, en Floride.

L'histoire se situe au cours de l'âge des Vikings, dans un village côtier anonyme, quelque part en Norvège. Les origines norvégiennes de Hägar sont attestées dans une histoire parue en juillet 1984. Homlet demande alors à son père s'il peut révéler aux gens qu'ils sont norvégiens. Hägar répond que c'est inutile : « Ça pourrait passer pour de la vantardise. »
Bien que l'auteur ait eu recours à quelques anachronismes, ce procédé ne constitue pas un marqueur typique de l'humour d'Hägar Dunor comme il peut l'être d'autres bandes dessinées burlesques de la même époque, tel Le Magicien d'Id.

## Publications en langue originale

### Albums

#### Tempo Books
- Hägar the Horrible 1, Tempo, 1974
Scénario et dessin : Dik Browne
- Hägar the Horrible 2, Tempo, 1975
Scénario et dessin : Dik Browne
- Hägar the Horrible on the Loose, Tempo, 1974
Scénario et dessin : Dik Browne
- Hägar the Horrible: The Brutish Are Coming, Tempo, 1976
Scénario et dessin : Dik Browne
- Hägar the Horrible on the Rack, Tempo, 1976
Scénario et dessin : Dik Browne
- Hägar the Horrible: Sack Time, Tempo, 1976
Scénario et dessin : Dik Browne
- Hägar the Horrible: Hägar's Night Out, Tempo, 1977
Scénario et dessin : Dik Browne
- Hägar the Horrible Brings 'Em Back Alive!, Tempo, 1977
Scénario et dessin : Dik Browne
- Hägar Hits the Mark: The Best of the Barbarian!, Tempo, 1977
Scénario et dessin : Dik Browne
- Hägar the Horrible: Born Leader, Tempo, 1978
Scénario et dessin : Dik Browne
- Hägar the Horrible: Ol' Blue Eyes Is Back!, Tempo, 1980
Scénario et dessin : Dik Browne
- Hägar the Horrible: Animal Haus!, Tempo, 1981
Scénario et dessin : Dik Browne
- Hägar the Horrible: My Feet Are Really Killing Me, Tempo, 1981
Scénario et dessin : Dik Browne
- Hägar the Horrible: Midnight Munchies, Tempo, 1982
Scénario et dessin : Dik Browne
- Hägar the Horrible: Happy Hour, Tempo, 1983
Scénario et dessin : Dik Browne
- Hägar the Horrible: Helga's Revenge, Tempo, 1983
Scénario et dessin : Dik Browne

#### Grosset and Dunlap
- Hägar the Horrible: The Big Bands Are Back!, Grosset & Dunlap, 1975
Scénario et dessin : Dik Browne

#### Windmill/E.P. Dutton
- The Wit and Wisdom of Hägar the Horrible, Windmill/E.P. Dutton, 1975
Scénario et dessin : Dik Browne

#### Sunridge Press
- Hägar the Horrible: Hägar and the Basilisk and Other Tales, Sunridge Press, 1978
Scénario et dessin : Dik Browne

#### Wallaby
- The Best of Hägar the Horrible, Wallaby, 1981
Scénario et dessin : Dik Browne
- The Very Best of Hägar the Horrible, Wallaby, 1982
Scénario et dessin : Dik Browne

#### Tor Books
- Hägar the Horrible: Vikings Are Fun, Tor, 1982
Scénario et dessin : Dik Browne
- Hägar the Horrible: Sacking Paris on a Budget, Tor, 1982
Scénario et dessin : Dik Browne
- Hägar the Horrible: Tall Tales, Tor, 1983
Scénario et dessin : Dik Browne
- Hägar the Horrible: Hear No Evil (Do No Work), Tor, 1983
Scénario et dessin : Dik Browne
- Hägar the Horrible: Room for One More, Tor, 1984
Scénario et dessin : Dik Browne
- Hägar the Horrible: Hägar at Work, Tor, 1985
Scénario et dessin : Dik Browne
- Hägar the Horrible: All the World Loves a Lover, Tor, 1985
Scénario et dessin : Dik Browne
- Hägar the Horrible: Face-Stuffer's Anonymous, Tor, 1985
Scénario et dessin : Dik Browne
- Hägar the Horrible: Gangway!!, Tor, 1985
Scénario et dessin : Dik Browne
- Hägar the Horrible: Pillage Idiot, Tor, 1986
Scénario et dessin : Dik Browne
- Hägar the Horrible: Out on a Limb, Tor, 1986
Scénario et dessin : Dik Browne
- Hägar the Horrible and the Golden Maiden, Tor, 1989
Scénario et dessin : Dik Browne
- Hägar the Horrible: I See London, I See France…, Tor, 1991
Scénario et dessin : Dik Browne
- Hägar the Horrible: Again & Again, Tor, 1991
Scénario et dessin : Dik Browne
- Hägar the Horrible: Fish Fly, Tor, 1991
Scénario et dessin : Dik Browne
- Hägar the Horrible: Special Delivery, Tor, 1992
Scénario et dessin : Dik Browne
- Hägar the Horrible: Motley Crew, Tor, 1992
Scénario et dessin : Dik Browne
- Hägar the Horrible: Things That Go Bump…, Tor, 1992
Scénario et dessin : Dik Browne

#### Charter
- Hägar the Horrible: The Simple Life, Charter, 1984
Scénario et dessin : Dik Browne
- Hägar the Horrible: Excuse Me!, Charter, 1984
Scénario et dessin : Dik Browne
- Hägar the Horrible: Horns of Plenty, Charter, 1984
Scénario et dessin : Dik Browne
- Hägar the Horrible: Roman Holiday, Charter, 1985
Scénario et dessin : Dik Browne
- Hägar the Horrible: Have You Been Uptight Lately?, Charter, 1985
Scénario et dessin : Dik Browne
- Hägar the Horrible: Strapped for Cash, Charter, 1987
Scénario et dessin : Dik Browne

#### Comicana
- The Best of Hägar the Horrible, Comicana, 1985
Scénario et dessin : Dik Browne

#### Workman Publishing Company
- Hägar the Horrible's Very Nearly Complete Viking Handbook, Workman Pub., 1985
Scénario et dessin : Dik Browne

#### Jove Books
- Hägar the Horrible: My Feet Are Drunk, Jove, 1987
Scénario et dessin : Dik Browne
- Hägar the Horrible: The Nord Star, Jove, 1987
Scénario et dessin : Dik Browne
- Hägar the Horrible: Spring Cleaning, Jove, 1988
Scénario et dessin : Dik Browne
- Hägar the Horrible: Hi Dear, Your Hair Looks Great!, Jove, 1988
Scénario et dessin : Dik Browne
- Hägar the Horrible: Sack Time, Jove, 1989
Scénario et dessin : Dik Browne
- Hägar the Horrible: Handyman Special, Jove, 1989
Scénario et dessin : Dik Browne
- Hägar the Horrible: Norse Code, Jove, 1989
Scénario et dessin : Dik Browne
- Hägar the Horrible: Smotherly Love, Jove, 1989
Scénario et dessin : Dik Browne
- Hägar the Horrible: Look Sharp!, Jove, 1989
Scénario et dessin : Dik Browne
- Hägar the Horrible: Silly Sailing, Jove, 1990
Scénario et dessin : Dik Browne
- Hägar the Horrible: Start the Invasion Without Me!, Jove, 1990
Scénario et dessin : Dik Browne
- Hägar the Horrible: A Piece of the Pie!, Jove, 1990
Scénario et dessin : Dik Browne
- Dik Browne's Hägar the Horrible: We're Doing Lunch, Jove, 1991
Scénario et dessin : Chris Browne
- Dik Browne's Hägar the Horrible: I Dream of Genie!?, Jove, 1991
Scénario et dessin : Chris Browne
- Dik Browne's Hägar the Horrible: Another Fish Story, Jove, 1992
Scénario et dessin : Chris Browne
- Dik Browne's Hägar the Horrible: Plunder Blunder, Jove, 1992
Scénario et dessin : Chris Browne
- Dik Browne's Hägar the Huggable, Jove, 1993
Scénario et dessin : Chris Browne
- Dik Browne's Hägar the Huggable, Jove, 1993
Scénario et dessin : Chris Browne
- Dik Browne's Hägar the Horrible: That Dreaded… Bed Head, Jove, 1993
Scénario et dessin : Chris Browne
- Dik Browne's Hägar the Horrible: A Turn for the Worse, Jove, 1993
Scénario et dessin : Chris Browne
- Dik Browne's Hägar the Horrible: Feeling "Fortune"-ate?, Jove, 1994
Scénario et dessin : Chris Browne
- Dik Browne's Hägar the Horrible: Funny Bunnies, Jove, 1994
Scénario et dessin : Chris Browne

#### Titan Books
- Hägar the Horrible: The Epic Chronicles: Dailies 1973-1974, Titan Books, 2010
Scénario et dessin : Dik Browne

## Publications en français
Hägar The Horrible a été diffusé dans mille cinq journaux de cinquante-trois pays, en treize langues. En France, par exemple, il fut édité dans de nombreux quotidiens (comme Le Parisien Libéré) et existe toujours dans Le Républicain lorrain depuis 1973 sans discontinuer.

### Revues

Logo apparu dans Le Journal de Mickey.

#### Le Journal de Mickey(1973-1987)
Sous le titre Hägar Dünor le Viking, il apparaît dans Le Journal de Mickey no 1104 du 4 août 1973 pendant quatorze ans, jusqu'au no 1846 du 10 novembre 1987, où l'on retrouve des gags et des récits complets sans titre.

#### L'Écho des Savanes(1978-1981)
Entre-temps, le personnage passe par L'Écho des savanes no 47 du 1er décembre 1978 jusqu'au no 74 du 1er mars 1981, après dix-sept récits complets.

#### Bande dessinée internationale(2004)
Intitulé Hägar le Barbare pour la Bande dessinée internationale en 2004, Hägar Dünor s'aventure dans un récit complet de trois planches du magazine  no 2 et deux autres de cinq planches chacun au no 3 et no 4.

### Albums

#### Éditions du Fromage
- Hägar Dünor Le Viking, Éditions du Fromage, L'Écho des savanes, 1980
Scénario et dessin : Dik Browne

#### Éditions Greantori
- Album n°1 - Hägar Le Viking, Éditions Greantori, 1983
Scénario et dessin : Dik Browne
- Album n°2 - Hägar Le Viking, Éditions Greantori, 1983
Scénario et dessin : Dik Browne
- Spécial n°1 - Elle est plate, la Terre !, Éditions Greantori, 1983
Scénario et dessin : Dik Browne
- Spécial n°2 - Hägar et le Basilic, Éditions Greantori, 1983
Scénario et dessin : Dik Browne
- Spécial n°3 - Le baccalauréat chez les vikings, Éditions Greantori, 1984
Scénario et dessin : Dik Browne
- Spécial n°4 - Hägar Club, Éditions Greantori, 1984
Scénario et dessin : Dik Browne

#### Éditions Goldmann
- La Victoire ou la Mort !, Éditions Goldmann, Cartoon
Scénario et dessin : Dik Browne

#### Éditions Dargaud
- Hägar Dünor, Dargaud, 16/22, 1983
Scénario et dessin : Dik Browne
- Viking, ménage-toi !, Dargaud, 16/22, 1984
Scénario et dessin : Dik Browne
- Vikings, haut les cœurs !, Dargaud, 16/22, 1984
Scénario et dessin : Dik Browne
- À la vôtre !, Dargaud, 16/22, 1984
Scénario et dessin : Dik Browne
- Être ou ne pas être, Dargaud, 16/22, 1985
Scénario et dessin : Dik Browne

#### Éditions J'ai lu
- Hägar Dünor le Viking, J'ai lu, 1988
Scénario et dessin : Dik Browne

## Adaptations

### Téléfilm d'animation
Après la mort de Dik Browne en juin 1989, la production Hanna-Barbera lance, le 1er novembre 1989, la diffusion d'un court-métrage d'animation de vingt-trois minutes Hagar the Horrible, parfois sous-titré Hägar Knows Best sur la CBS. Ce film est réalisé par Ray Patterson sur un scénario de Douglas Wyman s'inspirant les premiers comic strips de 1973. L'histoire raconte le retour de Hägar Dünor dans son village après deux années de bataille, découvrant que, pendant son absence, sa fille bien-aimée Honi s'est engagée au dépourvu ménestrel Lute et que son fils Hamlet a été expulsé de l'académie des vikings. Contrairement aux habitudes du personnages dans les bandes dessinées, Hägar reproche à son épouse Helga d'avoir laissé ces événements se produire.
La voix originale du personnage principal est assurée par l'acteur canadien Peter Cullen et celle de son épouse par Lainie Kazan. Lydia Cornell (en) prête la voix à Honi, Josh Rodine incarne Hamlet, Jeff Doucette joue Eddie et Don Most double le poète raté Lute. Les animaux fidèles à Hägar, le chien Snert et la canne Kvack, sont joués par Frank Welker, spécialisé du doublage, qui assure également la narration.

### Série d'animation en production
En 2020, il est annoncé que les sociétés King Features et The Jim Henson Company développent une série d'animation avec Eric Ziobrowski à l'écriture,.

### Projet cinématographique
Selon le magazine Variety du 16 juillet 2003, les sociétés Gotham-based film et Abandon Pictures ont acquis les droits d'adaptation du comic strip dans l'intention de produire un long-métrage en prises de vues réelles utilisant éventuellement des images de synthèse. À ce jour, un tel projet n'a pas abouti.